# Reprezentacja Stanów Zjednoczonych w koszykówce kobiet

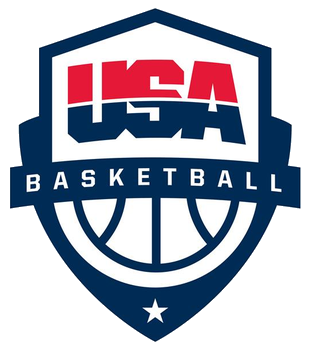
Logo USA Basketball (USAB)

Reprezentacja Stanów Zjednoczonych w koszykówce kobiet – narodowa reprezentacja Stanów Zjednoczonych, reprezentująca ten kraj na arenie międzynarodowej.
Począwszy od lat 80. reprezentacja USA kobiet w koszykówce jest tradycyjnie najsilniejszą w tym sporcie, wygrała także dwa mistrzostwa świata jeszcze w latach 50. Od lat zespół zawsze składa się z wybranych zazwyczaj najlepszych zawodniczek zawodowych ligi WNBA i niektóre wyróżniające się zawodniczki koszykówki uniwersyteckiej uprawianej w rozgrywkach NCAA.
Reprezentacja kobiet USA ma na swoim koncie medale wszystkich igrzysk olimpijskich (z wyjątkiem Igrzysk Olimpijskich 1980 w Moskwie, zbojkotowanych przez USA), w tym 9 tytułów mistrzyń olimpijskich, i 11 tytułów mistrzyń świata pod patronatem federacji FIBA. Nie przegrała ani jednego międzynarodowego spotkania w latach 1994-2006. Jednak, pozbawiona swoich gwiazd Dawn Staley, Lisa Leslie czy Teresa Edwards, przegrała mecz półfinałowy do Rosji na mistrzostwach świata w 2006, musiała się zadowolić medalem brązowym, powszechnie odebranym w kraju jako klęska.

## Osiągnięcia
Igrzyska Olimpijskie
- : 1984, 1988, 1996, 2000, 2004, 2008, 2012, 2016, 2020, 2024
- : 1976
- : 1992

Mistrzostwa świata
- : 1953, 1957, 1979, 1986, 1990, 1998, 2002, 2010, 2014, 2018, 2022
- : 1983
- : 1994, 2006

## Wybrane składy

### Igrzyska Olimpijskie

#### Pekin 2008

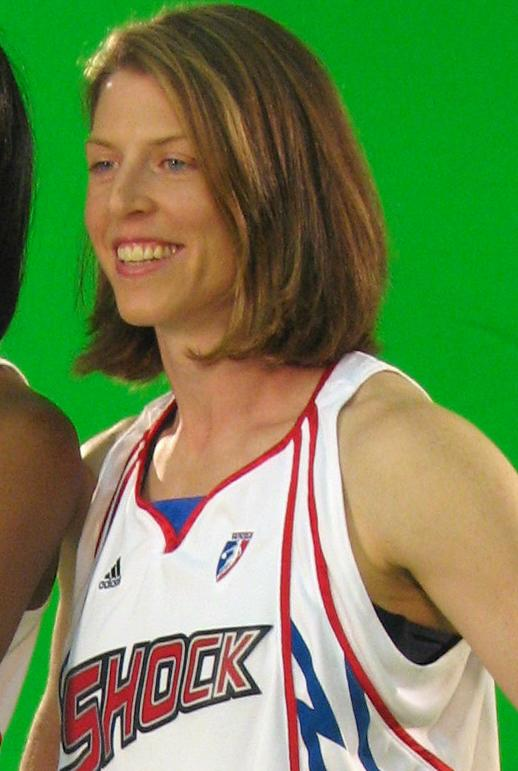
Katie Smith, wszechstronna reprezentantka USA w koszykówce w Pekinie (złota medalistka olimpijska z Sydney i Aten), znana w Polsce w jako była zawodniczka Lotosu Gdynia, pięciokrotna All-Star ligi WNBA

Na letnich igrzyskach olimpijskich w Pekinie (2008), reprezentacja zmierzyła się w półfinale z reprezentacją Rosji, a po wygranej, w finale spotkała reprezentację Australii, także wygrywając, w efekcie, szóste olimpijskie złoto.
Potęgującym elementem w spotkaniu z reprezentacją Rosji była nie tylko chęć zrewanżowania się za niespodziewaną przegraną w 2006, lecz także fakt, że ich rodowita krajanka Becky Hammon z Rapid City, chluba koszykówki Dakoty Południowej, druga w ostatnim głosowaniu fanów WNBA na Najwartościowszą Zawodniczkę (MVP), reprezentująca San Antonio Silver Stars jak i CSKA Moskwa jest rozgrywającą (koszulka numer 7) w drużynie rosyjskiej, ponieważ nie otrzymała powołania do reprezentacji olimpijskiej USA po raz kolejny, a bardzo chciała uczestniczyć w zawodach na olimpiadzie. W tym meczu, reprezentantki USA efektywnie i agresywnie kryły rodaczkę w barwach Rosji podwójnie, kiedykolwiek była przy piłce, w rezultacie zdobyła punkty z jedynego wrzutu za 3 punkty. (W meczu o trzecie miejsce Hammon zdobyła ponownie najwięcej punktów na boisku i wygrała swój medal olimpijski z Rosją.)
Head coach: Anne Donovan
| Koszulka | Pozycja              | Name                 | Wzrost(stopy) | Urodzona w | Przynależność klubowa               |
| -------- | -------------------- | -------------------- | ------------- | ---------- | ----------------------------------- |
| 4        | Guard                | Cappie Pondexter     | 5-9           | 1983       | Phoenix Mercury Fenerbahçe İstanbul |
| 5        | Forward              | Seimone Augustus     | 6-1           | 1984       | Minnesota Lynx Galatasaray          |
| 6        | Guard                | Sue Bird             | 5-9           | 1980       | Seattle Storm                       |
| 7        | Guard                | Kara Lawson          | 5-8           | 1981       | Sacramento Monarchs                 |
| 8        | Forward              | DeLisha Milton-Jones | 6-1           | 1974       | Los Angeles Sparks                  |
| 9        | Center               | Lisa Leslie          | 6-5           | 1972       | Los Angeles Sparks                  |
| 10       | Forward              | Tamika Catchings     | 6-0           | 1979       | Indiana Fever                       |
| 11       | Forward              | Tina Thompson        | 6-2           | 1975       | Houston Comets                      |
| 12       | Guard/Forward        | Diana Taurasi        | 6-0           | 1982       | Phoenix Mercury Dynamo Moscow       |
| 13       | Center               | Sylvia Fowles        | 6-6           | 1985       | Chicago Sky                         |
| 14       | Guard                | Katie Smith          | 5-11          | 1974       | Detroit Shock                       |
| 15       | Guard/Forward/Center | Candace Parker       | 6-4           | 1986       | Los Angeles Sparks                  |

#### Londyn 2012
Selekcjoner: Geno Auriemma
- Lindsay Whalen
- Seimone Augustus
- Sue Bird
- Maya Moore
- Angel McCoughtry
- Asjha Jones
- Tamika Catchings
- Swin Cash
- Diana Taurasi
- Sylvia Fowles
- Tina Charles
- Candace Parker

### Mistrzostwa Świata

#### Skład naMistrzostwa Świata 2006
Selekcjoner: Anne Donovan
| Koszulka | Pozycja        | Name                 | Wzrost(m) | Urodzona w | Przynależność klubowa                      |
| -------- | -------------- | -------------------- | --------- | ---------- | ------------------------------------------ |
| 4        | Guard          | Alana Beard          | 1.81      | 1982       | Washington Mystics Canberra Capitals       |
| 5        | Forward        | Seimone Augustus     | 1.86      | 1984       | Minnesota Lynx                             |
| 6        | Guard          | Sue Bird             | 1.76      | 1980       | Seattle Storm Dynamo Moscow                |
| 7        | Forward        | Sheryl Swoopes       | 1.83      | 1971       | Seattle Storm Taranto Cras Basket          |
| 8        | Forward        | DeLisha Milton-Jones | 1.85      | 1974       | Washington Mystics BK Brno                 |
| 9        | Center         | Cheryl Ford          | 1.91      | 1981       | Detroit Shock                              |
| 10       | Forward        | Tamika Catchings     | 1.83      | 1979       | Indiana Fever                              |
| 11       | Forward        | Tina Thompson        | 1.89      | 1975       | Houston Comets                             |
| 12       | Guard/Forward  | Diana Taurasi        | 1.83      | 1982       | Phoenix Mercury Dynamo Moscow              |
| 13       | Center         | Michelle Snow        | 1.96      | 1980       | Houston Comets ASD Basket Parma            |
| 14       | Guard/Forward  | Katie Smith          | 1.81      | 1974       | Detroit Shock                              |
| 15       | Forward/Center | Candace Parker       | 1.93      | 1986       | University of Tennessee Los Angeles Sparks |
| 16       | Guard          | Lindsey Harding      | 1.73      | 1984       | Duke University Minnesota Lynx             |
|          | Forward        | Swin Cash            | 1.88      | 1979       | Seattle Storm                              |

#### Skład naMistrzostwa Świata 2022
Selekcjoner: Cheryl Reeve
- Jewell Loyd
- Kelsey Plum
- Sabrina Ionescu
- Ariel Atkins
- Chelsea Gray
- A’ja Wilson
- Breanna Stewart (C)
- Kahleah Copper
- Alyssa Thomas
- Shakira Austin
- Betnijah Laney
- Brionna Jones